# Baie Lazare
Baie Lazare è uno dei 26 distretti delle Seychelles, appartenente all'isola di Mahé, con una popolazione di 3.053 abitanti.